# Darkborn
Darkborn, ранее известная как Project Wight — компьютерная игра в жанре action от первого лица с открытым миром, разрабатываемая шведской студией The Outsiders. Издателем игры должна выступить компания Private Division. В апреле 2020 года студия объявила, что приняла «трудное решение» остановить разработку проекта, над которым работала предыдущие четыре года; разработчики допустили, что вернутся к нему в будущем.
Действие игры происходит в мире, напоминающем средневековую Скандинавию; игрок управляет монстром, чьих сородичей перебили люди. Поначалу игровой персонаж мал и слаб и должен скрываться в туннелях и прятаться от врагов, но взрослая особь может с помощью клыков и когтей противостоять вооруженным воинам. Существо может стать больше и сильнее, выпив крови врагов, но в случае гибели монстра под управление игрока вновь может попасть слабый детёныш. В течение игры игрок может открыть новые способности — так, «глубинное зрение» позволяет подсвечивать путь вперёд и врагов в окрестностях, укус исподтишка позволяет детёнышу убивать не ожидающих атаки врагов, бросок шипа — атаковать с расстояния, а удар кнутом — оглушать врагов в бою. Подобно Middle-earth: Shadow of Mordor, в Darkborn появляются уникальные именованные враги с определёнными наборами сил и слабостей, которые игрок может узнать перед боем; впрочем, Darkborn является более короткой игрой, и такие противники и их наборы способностей заданы разработчиками, а не генерируются случайным образом.
Люди — напоминающие викингов воины, известные в игре как «бледнолицые» (англ. The Pale Enemy) — охотятся на обитателей пещер и совершают кровавые обряды с их трупами. Хотя сюжет игры представляет собой историю мести, он не сводится к охоте мстительного монстра за людьми, убившими его семью: игровой персонаж оказывается втянут в более масштабный конфликт между могущественными силами, сущность которых становятся понятнее по ходу игры, и должен понять, что случилось с миром и как спасти его народ.
Игра создавалась под вдохновением от романа Джона Гарднера «Грендель», в свою очередь, основанного на англосаксонском эпосе о Беовульфе. Руководитель разработки Давид Гольдфарб говорил, что мысль создать подобную игру возникла у него ещё в 1990-е годы, когда он впервые прочитал книгу Гарднера и был восхищён ей. Гольдфарб также называл среди других источников вдохновения фильмы о Кинг-Конге и Бэмби, а также такие компьютерные игры, как Middle-earth: Shadow of Mordor и Shadow of the Colossus. На ранних этапах разработки игра описывалась как «RPG про викингов», однако идея поручить игроку управлять монстром, подобным Гренделю, оставалась центральной с самого начала. Студия из 25 разработчиков занималась созданием игры с 2016 года — правда, в течение первых полутора лет коллектив The Outsiders был вдвое меньше. Разработкой звуковых эффектов для игры занималась привлеченная по контракту студия Two Feathers.